# Николай Бошнаков
Николай Стоянов Бошнаков е български офицер (полковник), летец, участник във Втората световна война (1941 – 1945).

## Биография
Николай Бошнаков е роден на 3 април 1911 г. в Плевен. През 1933 г. завършва Военно училище, на 6 септември е произведен в чин подпоручик и назначен на служба в 4-ти пехотен плевенски полк. Кандидатства и завършва Аеропланното училище в Казанлък за подготовка на авиатори и се дипломира като навигатор и летец. През 1937 г. е преведен във Въздушни войски, като от същата години служи в 1-ви армейски смесен орляк, а от 1938 г. в 3-ти армейски орляк. През 1940 г. е назначен на служба в 3-ти армейски въздушен полк, а от 1942 г. е в Изтребителния полк.
По-късно, изявил се като добър военен летец-изтребител е назначен през 1941 г. за командир на 2/6 изтребителен орляк. Орлякът лети с чехословашки изтребители Авиа Б 534 „Доган“ и се превъоръжава с по-модерния Девоатин 520. През 1943 г. орляк 2/6 се премества на летище „Враждебна“, където директно трябва да осъществява отбраната на София срещу англо-американците. Капитан Бошнаков като командир и военен пилот изтребител участва в 7 въздушни сражения. Регистрирани са негови 4 въздушни победи. В сражение е свален самолета му и тежко ранен се спасява с парашут. След 9 септември 1944 г. продължава военната си служба като през 1945 г. е назначен в щаба на Въздушни войски. От 1946 г. е началник на секция „Личен състав“ в щаба на Въздушни войски.

## Обвинения
На 25 май 1946 г. двама доскорошни негови подчинени поручиците Владимир Александров и Найден Стоянов избягват с два самолета Як-9 на Въздушни войски в Италия. Майор Бошнаков е обвинен в съучастие за бягството и е арестуван. Уволнен е от служба през 1946 г. В РО-2 и в гарнизонния затвор прекарва 11 месеца. Подлаган е на мъчения и на симулиран „разстрел“, за да признае съучастието и вината си. На съдебния процес се доказва че е невинен и напълно е оправдан и освободен на 03.05.1947 г. от съда. Въпреки това е освободен от армията.
Към този трагичен епизод в житейския му път се намесва и една журналистическа грешка, която без да бъде проверена и опровергана се тиражира и украсява в пресата. Във вестник „Отечествен фронт“ от 04.07.1948 г. се съобщава за отвличането на пътническия самолет на Дирекция Въздушни съобщения, летящ по линията София-Бургас на 30.06.1948 г. и за застрелването на пилотите му от летеца полк. Михалакиев. В списъка на похитителите вместо Николай Кирилов Бушанов – търговец, в пресата се публикува Никола Карлов Бошнаков, някой добавя „уволнен офицер от ВВС“ и в онези години на репресии, никой не е в състояние да забележи явното различие в имената и да промени очевидната грешка. Той е обявен за „народен враг“ за убиец и пират. Психически натоварен и страхувайки се за живота си след преживяното 11 месеца в РО-2, изселването му в Плевен и последващото вестникарско обвинение, майор Бошнаков взема решение да напусне България. През нощта на 15 срещу 16 август 1948 г. при опит да премине нелегално границата с Турция е ранен тежко в стомаха и умира от кръвозагуба. Гробното му място е неизвестно.

## Семейство
Женен е и от брака си има две дъщери – Юлия и Мариана. Съпругата му Катя дълги години е водила безрезултатна борба за изчистване на името на доблестния офицер от авиацията. Нейната съдба и тази на дъщерите ѝ е белязана с обвинението отправено към Н. Бошнаков – семейство на народен враг, убиец, въздушен пират.

## Награди
Въздушният ас Николай Стоянов Бошнаков от Въздушните на Негово Величество войски е кавалер на ордените „За храброст“ и „Свети Александър“. Значително по-късно посмъртно е повишен в чин полковник.

## Военни звания
- Подпоручик (6 септември 1933)
- Поручик (3 октомври 1936)
- Капитан (6 май 1942)
- Майор (1 ноември 1944)
- Подполковник
- Полковник